# Gradezjnitsa
Gradezjnitsa (Bulgaars: Градежница) is een dorp in de Bulgaarse gemeente Teteven, oblast Lovetsj. Het dorp ligt hemelsbreed 41 km ten zuidwesten van Lovetsj en 82 km ten noordoosten van Sofia.

## Bevolking
Op 31 december 2020 telde het dorp Gradezjnitsa 1.674 inwoners.
| Bevolkingsontwikkeling tussen 1934 en 2020          |
| --------------------------------------------------- |
|                                                     |
| Bron: Nationaal Statistisch Instituut van Bulgarije |

Het dorp wordt nagenoeg uitsluitend bewoond door etnische Bulgaren. In de optionele volkstelling van 2011 identificeerden 1.416 van de 1.554 ondervraagden zichzelf met de “Bulgaarse etniciteit” - oftewel 91,1% van alle ondervraagden.
| Etnische samenstelling van de respondenten (2011) | Etnische samenstelling van de respondenten (2011) | Etnische samenstelling van de respondenten (2011) | Etnische samenstelling van de respondenten (2011) | Etnische samenstelling van de respondenten (2011) |
| ------------------------------------------------- | ------------------------------------------------- | ------------------------------------------------- | ------------------------------------------------- | ------------------------------------------------- |
|                                                   |                                                   |                                                   |                                                   |                                                   |
| Bulgaren                                          | Bulgaren                                          |                                                   | 91,1%                                             | 91,1%                                             |
| Turken                                            | Turken                                            |                                                   | 0,3%                                              | 0,3%                                              |
| Roma                                              | Roma                                              |                                                   | 0,0%                                              | 0,0%                                              |
| Anders/onbekend                                   | Anders/onbekend                                   |                                                   | 8,6%                                              | 8,6%                                              |